# Richard Pepin
Richard Pepin (Canada, ...) è un regista, produttore cinematografico e sceneggiatore canadese.

## Carriera
Richard Pepin è noto per aver diretto e prodotto assieme al regista siriano Joseph Merhi con la PM Entertainment Group di cui era co-proprietario moltissimi film d'azione, di fantascienza e arti marziali tra gli anni 80/90 destinati e distribuiti per il circuito direct-to-video; Pepin a differenza del collega ha orientato la sua carriera di cineasta anche sul genere della fantascienza.

## Filmografia

### Regista
- Fist of Honor (1993)
- Firepower (1993)
- CyberTracker (1994)
- T-Force (1994)
- Hologram Man (1995)
- Cyber-Tracker 2 (1995)
- La stirpe (Dark Breed) (1996)
- The Sender (1998)
- L.A. Heat (8 episodi, 1997-1999)
- Terminal Countdown (1999)
- Epicenter (2000)
- Mindstorm (2001)
- The Box (2003)
- Il mistero della miniera di smeraldi (Caved In) film tv (2006)